# Жалгансайський сільський округ
Жалганса́йський сільський округ (каз. Жалғансай ауылдық округі, рос. Жалгансайський сельский округ) — адміністративна одиниця у складі Махабетського району Атирауської області Казахстану. Адміністративний центр та єдиний населений пункт — село Жалгансай.
Населення — 1240 осіб (2021; 1246 у 2009, 1133 у 1999, 973 у 1989).
Станом на 1989 рік існувала Жалгансайська сільська рада (село Жалгансай).